# The Secret Circle (boekenreeks)
The Secret Circle is een serie fantasy/horror-romans, geschreven door de Amerikaanse schrijfster L.J. Smith. De serie draait om twaalf tieners die in het geheim heksen zijn. De serie werd oorspronkelijk als trilogie uitgegeven in 1992. Deze trilogie bestond uit de titels The Initiation, The Captive en The Power. Na 20 jaar verscheen er een nieuw boek genaamd The Divide dat opgevolgd werd door The Hunt. Het laatste boek in de serie werd The Temptation.
In 2011 werden de boeken bewerkt voor een gelijknamige televisieserie die uitgezonden werd op The CW Television Network.
In februari 2011 werd bekendgemaakt dat schrijfster L.J. Smith ontslagen is door de uitgeverij en de serie wordt voortgezet door een ghostwriter.

## Boeken
De oorspronkelijke trilogie:
1. The Initiation (1992)
2. The Captive (1992)
3. The Power (1992)
De nieuwe trilogie:
5. The Divide (2012)
6. The Hunt (september 2012)
7. The Temptation (maart 2013)